# Lasa
Lasa (standardnotibetansko ལྷ་ས [l̥ɛː˥˥.sa˥˥], dob. »Kraj bogov«) je urbano središče prefekturnega mesta Lasa in upravna prestolnica Tibeta. Osrednje urbano območje mesta Lasa je enakovredno upravnim mejam okrožja Čenguan (poenostavljeno kitajsko: 城关区; tradicionalno kitajsko: 城關區; pinjin: Chéngguān Qū), ki je del širšega prefekturnega mesta Lasa.
Je drugo največje naselje na Tibetanski planoti za Šiningom. Leži na nadmorski višini 3490 metrov in je eno najvišje ležečih mest na svetu. Je pomembno kulturno in versko središče. V mestu so palača Potala, tempelj Jokang, palača Norbulingka in Tibetanski narodni muzej, če naštejemo samo najpomembnejše.

## Etimologija
Lasa v standarsdni tibetanščini dobesedno pomeni 'kraj bogov' (ལྷ lha, bog; ས sa, kraj). Stari tibetanski dokumenti in napisi omenjajo tudi ime Rasa za območje, kjer danes stoji tempelj Jokang, kar naj bi pomenilo 'prostor za koze', tudi Rave Sa - 'obzidan prostor za koze', kar namiguje na to, da je bil to prvotno kraj namenjen kraljevi rezidenci za potrebe lova na griču Marpori. Ime Lasa je bilo prvič zabeleženo leta 822 našega štetja kot napis v samostanu Gekoin, kjer naj bi pisalo: »V času njegovega življenja svetega Campo Songcana, so širili budistične nauke v samostanu Jokang, zgrajenem v Lasi«. Ime je bilo spremenjeno v Lhasa, kar pomeni 'kraj bogov', ko je bila ustanovljena kot prestolnica Tibeta, dokončana pa je bila gradnja templja Jokhang, v katerem je bil sveti kip Bude. Na nekaterih starih evropskih zemljevidih, kjer je upodobljen Tibet, je mogoče najti mesto pod imenom Barantola; za to mesto se večinoma domneva, da je Lhasa, včasih pa se nanaša na sodobni Bulantai v zahodnem delu province Činghaj.

## Zgodovina
Dokumentirana zgodovina Lase sega 1300 let v preteklost. Pred tem obdobjem obstajajo zelo enostavni zapisi že od 1. stoletja, sicer pa naj bi se posamezni dogodki prenašali zgolj ustno. Na Tibetanski planoti naj bi bila cela vrsta manjših plemenskih državic, ki so se med seboj neprestano bojevale. Največje med njimi so bile v dolinah velikih rek. To so bila plemena Jarlung, Džangdžung in Supi.
Sredi 7. stoletja je Songcen Gampo postal vodja Tibetanskega imperija, ki se je povzpel na oblast vzdolž reke Yarlung Tsangpo (katere spodnji tok v Indiji je znan kot Brahmaputra), podjarmil večino plemen med njimi Dagbo, Gongbo, Nangbo in Supi, poenotil Tibetansko planoto in ustanovil kraljestvo Tubo. Po osvojitvi kraljestva Džangdžung na zahodu, je sedež vlade iz gradu Čingva Takce preselil v okrožje Čongje na jugozahodu doline Yarlung, v mesto Gjičoivotang (današnja Lasa), kjer so leta 637 na griču Marpori zgradili prve objekte, predhodnice palače Potala.
V letih 639 do 641 Songcen Gampo osvojil celotno Tibetansko regijo in to utrdil tudi s porokama: najprej s princeso Bhrikuti iz Nepala, dve leti kasneje pa s princeso Ven Čeng s cesarskega dvora dinastije Tang. Princesa je prinesla s seboj kip Šakjamunija, enake velikosti kot Buda, ko je bil star 12 let. Prinesla je tudi koledarje, budistične sutre, knjige o industriji in obrti ter medicinske knjige. Songcen Gampo za vero prevzame budizem, ki je bila tudi vera obeh princes. V letu 641 zgradi v Lasi tempelj Jokang (prvotno ime Trülnang Tsulagkhang) in tempelj Ramoče v čast dveh Budinih kipov, Akšobhja Vadžra (Buda v starosti osem let) in Jovo Šakjamuni (Buda v starosti dvanajst let). Lasa utrpi največjo škodo pod vladavino Langdarma v 9. stoletju, ko so bili sveti kraji uničeni in oskrunjeni, imperij pa razdrobljen.
Od padca monarhije v 9. stoletju do nastopa 5. dalajlame, Lasa ni bila več center politične moči v tibetanski regiji. Postajala pa je vse pomembnejše religiozno središče.
Do 15. stoletja je mesto Lasa samo rastlo, še posebej po tem, ko so v soseščini zgradili velike Gelugpa samostane ustanovitelja Tsongkhapa in njegovih učencev. Zgrajeni so bili trije samostani: samostan Ganden, samostan Sera in samostan Drepung. Akademski dosežki in politično znanje so dokončno potisnili Laso v središče Tibeta.
5. dalajlama, Lobsang Gjatso (1617–1682) zedini Tibet in leta 1642 preseli glavno administracijo v Laso, ki tako postane religiozno in upravno središče. Leta 1645 se začne rekonstrukcija starega templja na mestu današnje palače Potala na Rdečem hribu in gradnja Potrang Karpo (Bela palača), ki je bila končana leta 1648. Od tedaj dalje so jo uporabljali za zimsko rezidenco dalajlam. Potrang Marpo (Rdeča palača) je bila zgrajena med letoma 1690 in 1694. Ime Potala izhaja od gore Potalaka, mističnega bivališča predhodnika dalajlam, Bodhisatva Avalokitešvara. V tem času je bil precej povečan tudi tempelj Jokhang in velja za drugo najstarejšo stavbo v Lasi za palačo Potalo.
Okoli 17. stoletja nastane v Lasi osrednji trgovski center imenovan Barkhor. Po poročanju jezuitskega misionarja Ippolita Desiderija iz leta 1716, naj bi bilo to mesto zelo svetovljansko. V njem naj bi trgovali tako Mongoli, Kitajci, Rusi (Moskovčani), Armenci, Kašmirci, Nepalci in Severni Indijci. Tibet je izvažal mošus, zlato, zdravilne rastline, krzno in jakovo meso, v zameno za sladkor, čaj, žafran, perzijske turkize, evropski jantar in mediteranske korale. V 17. in 18. stoletju so se izmenjavali dalajlame od 5. do 8. V tem obdobju je Lasa uživala relativno stabilne politične razmere, socialno stabilnost in hiter razvoj.
Guāndì miào (關帝廟) ali tempelj Gesar Lhakhang je bil zgrajen leta 1792 na vrhu gore Bamare, 3 km južno od palače Potala. Zgrajen je bil v počastitev poraza vojske Gurk.
Glavna vrata v staro mesto Lasa predstavlja stupa Pargo Kaling, ki vsebuje svete relikvije Bude Mindukpa.
Do 20. stoletja je bila Lasa tako središče Tibeta kot budizma nasploh. Tukaj so živele številne etnične in verske skupnosti, med njimi kašmirski muslimani, ladaški trgovci, Sikhi in kitajski trgovci in uradniki. V času 5. dalajlame kašmirski muslimani pripeljejo v Laso muslimanskega svetnika Patno, Khair ud-Dina. Kitajski muslimani živijo v južni četrti, Nepalci na severu trga Barkhor. Prebivalci soseske Lubu so kitajski kmetje, ki so prišli iz Sečuana sredi 19. stoletja; kasneje so se možje poročili s tibetanskimi ženami in prevzeli tudi tibetanščino za svoj jezik. 
V sredini 19. stoletja so zahodne sile začele infiltrirati v Tibet ljudi pod krinko misijonarskega dela, raziskovanja in poslovanja. Po [[Opijska vojna|opijski vojni] leta 1840, so britanski imperialisti začeli vojno agresijo proti Tibetu. Lasa, kot prestolnica regije, je nosila največje breme tega osvajanja. Od tega obdobja dalje je mesto izgubilo mir in stabilnost, ki ga je uživalo od srednjega veka dalje.
V prvi polovici 20. stoletja so v Laso prišli prvi evropski raziskovalci (Heinrich Harrer, ...).
Cvetoča trgovina se je končala s prihodom kitajske vojske leta 1950. S podpisom sporazuma za mirno osvoboditev Tibeta v maju leta 1951, se je centralna vlada Kitajske zavezala k izboljšanju življenja državljanov v Tibetu. Do leta 1954 sta bili zgrajeni dve cesti: Sečuan-Tibet in Činghaj-Tibet, ki se križata v Lasi. Ko je bil zgrajen tudi most čez danes imenovano reko Lasa, so se Tibetanci nehali prevažati s čolni narejenimi iz kož. V Lasi so bile odprte prva sodobna bolnišnica, osnovna in srednja šola ter gledališče. V severnem predmestju je bila zgrajena elektrarna in po več kot tisoč letih so nehali uporabljati svetilke na jakovo maslo.
Kitajska je okupirala Tibet in si ga pripojila. Leta 1959 je v Lasi izbruhnila vstaja Tibetancev proti kitajskim oblastem, ki ga je Kitajska brutalno zadušila. Po tem je 14. dalajlama (še živeči) pobegnil iz Lase in osnoval sedež vlade v izgnanstvu v Dharmsali v Indiji. Kitajci so v času kulturne revolucije (1966–1976), poskušali zatreti tibetansko kulturo in Laso spremeniti v kitajsko mesto. V prvih letih so tako načrtno uničevali samostane in zatirali budistično vero. V Lasi je bilo okoli palače Potala tako zgrajenih šest glavnih cest (100.000 m2 asfalta) in 50.000 m2 trgov ter poslovne in upravne stavbe in s tem je bila praktično uničena stara osnova mesta. V času kulturne revolucije, ko Tibetanci niso imeli osnovnih pogojev za življenje, je Kitajska zgradila 1000 km dolg naftovod od Činghaja do Lase preko gorovja Kunlun in Tangula. Odprt je bil leta 1976.
Leta 1978 je Kitajska vlada predstavila svojo novo politiko reform in odpiranja Tibeta. Aprila leta 1983 je državni svet odobril splošno urbanistično zasnovo mesto Lasa. Centralna vlada je po letu 1980 prispevala sto milijonov juanov za zaščito in obnovo zgodovinske in kulturne dediščine na območju Lase. V tem mestu je približno 200 kulturnih relikvij, samostanov in drugih znamenitosti. Od teh jih je 40 predmet posebnega varstva. Samostan Jokhang je bil prvi, ki je bil obnovljen in odprt za javnost. V nadaljevanju so bili obnovljeni še drugi pomembni samostani. Palača Potala je bila prenovljena od oktobra 1989 do avgusta 1994. Po letu 1990 je Kitajska spremenila odnos do Tibeta in omogočila večji razvoj Avtonomne regije Tibet. V Laso so se spet vrnili dobri časi uspešnega trgovanja.
V Lasi je bilo v preteklosti 22 parkov, nekateri so bili daljši od pol kilometra, v njih so se ljudje zbirali na piknikih in drugih družabnih prireditvah (festivalih). Do danes so ostali le trije: park ob Poletni palači dalajlam, urejen v času 7. dalajlame; majhen del parka Šugtri Lingka (sedaj 'Ljudski park'); in park Lukhang. Vse ostalo je pozidano s stanovanjskimi bloki, pisarnami, vojašnicami in drugim.
Med letoma 1987–1989 so bile Lasi velike demonstracije proti kitajski vladi pod vodstvom menihov in nun. Po turneji Deng Šjaopingga v letu 1992, Laso razglasijo za posebno ekonomsko cono. Vsem vladnim uslužbencem, njihovim družinam in študentom je bilo prepovedano opravljati bogoslužje, menihom in nunam pa prepovedan vstop v državne urade in v tibetanski univerzitetni kampus. Po uvedbi posebne ekonomske cone se je dotok kitajskih priseljencev zelo povečal in dramatično spremenil etnično sestavo prebivalcev v Lasi.
Leta 2000 je bilo zgrajeno 53 km2 veliko urbanizirano območje za 170.000 priseljencev. Uradna statistika za mestno območje pravi, da v mestu živi 70 % Tibetancev, 34,3 %  Hanov, preostalih 2,7 % so Hui, čeprav zunanji opazovalci sumijo, da je Tibetancev le še okoli 50-70 %. Med priseljenimi Hani (Kitajci) je Lasa znana kot Mali Sečuan.

## Geografija
Prefektura Lasa obsega 30.000 km2 in ima 700.000 prebivalcev, mesto samo pa obsega 544 km2 in ima  400.000 prebivalcev (stanje 2011). Mesto Lasa leži v manjši kotlini ob reki Kji (pritok reke Yarlung Tsangpo) na nadmorski višini okoli 3600 m. Obkrožena je z himalajskimi gorami višjimi od 5500 m. Reka Kji, danes reka Lasa, teče po južnem obrobju mesta. Tibetanci ji pravijo 'veseli modri valovi'. Izvira v zasneženih gorah Njainčêntanglha in je dolga 315 km. Severni del kotline je močvirnat in nenaseljen, ceste potekajo med vzhodom in zahodom.
Mesto kot tudi prefektura je precej izolirana od ostalih delov Kitajske, saj do tukaj vodi le v zadnjih letih zgrajena železnica Čingdzang in njej vzporedna cestna povezava. Ostale ceste proti drugim provincam so zelo slabe in težko prevozne. Ena cesta vodi tudi v Nepal. V dolini reke Yarlung Tsangpo, 100 km vzhodno od mesta, je tudi letališče.

## Podnebje
Zaradi svoje velike nadmorske višine ima Lasa hladno stepsko klimo z manjšim vplivom monsunov, z zelo mrzlimi zimami in milimi poletji, vendar je v kotlini precej zaščitena pred ekstremnimi pojavi. Mesto ima skoraj 3000 sončnih ur na leto in ga zato Tibetanci imenujemo Osončeno mesto. Najhladnejši mesec je januar s povprečno temperaturo −1,6 °C, najtoplejši mesec je junij z dnevnim povprečjem 16,0 °C, čeprav so v juliju lahko noči toplejše. Povprečna letna temperatura je 7,98 °C, ekstremne pa od −16,5 do 30,4 °C. V Lasi je letna količina padavin 426 mm, dež pada predvsem v juliju, avgustu in septembru, sneg pozimi redko pade pod nadmorsko višino 4000 m. Najbolj suh je januar z 0,8 mm padavin, najbolj vlažen mesec je avgust s 120,6 mm padavin. Dež pada večinoma ponoči, zato je Lasa podnevi še vedno sončna.

## Vlada in politika
Prefektura Lasa je razdeljena na eno okrožje in sedem občin. Okrožje Čenguan je glavno urbano območje Lase.
| št. | Ime                 | Tibetansko ime  | št. prebivalcev (stanje 2003) | Površina (km2) | gostota (km2) |
| --- | ------------------- | --------------- | ----------------------------- | -------------- | ------------- |
| 1   | okrožje Čenguan     | ཁྲིན་ཀོན་ཆུས་       | 140.000                       | 525            | 267           |
| 2   | občina Lhündžub     | ལྷུན་གྲུབ་རྫོང་       | 60.000                        | 4100           | 25            |
| 3   | občina Damšung      | འདམ་གཞུང་རྫོང      | 40.000                        | 10.234         | 4             |
| 4   | občina Njêmo        | སྙེ་མོ་རྫོང་         | 30.000                        | 3266           | 9             |
| 5   | občina Čüšü         | ཆུ་ཤུར་རྫོང་        | 30.000                        | 1624           | 18            |
| 6   | občina Doilungdêčên | སྟོད་ལུང་བདེ་ཆེན་རྫོང་ | 40.000                        | 2.672          | 15            |
| 7   | občina Dagzê        | སྟག་རྩེ་རྫོང་        | 30.000                        | 1361           | 22            |
| 8   | občina Maidžokungar | མལ་གྲོ་གུང་དཀར་རྫོང་ | 40.000                        | 5.492          | 7             |

## Gospodarstvo
Vzdrževanje ravnotežja med rastjo prebivalstva, okoljem, turizmom in storitvenimi dejavnostmi so glavni poudarki v razvoju prefekture in mesta v prihodnosti. V prefekturi Lasa se večina prebivalstva še vedno ukvarja s tradicionalnim kmetijstvom in živinorejo. Panogi sta dobro razviti, predvsem je dobro razvita pridelava zelenjave in ječmena, pšenice, oljne ogrščice, fižola in soje. Izrazit problem predstavlja erozija tal, zakisanje le-teh in izguba vegetacije. Samo mesto Lasa je tradicionalno trgovsko središče Tibeta. Na tem območju že nekaj let delujejo obrati kemične in avtomobilske industrije, kar povzroča znatno onesnaževanje okolja.
Na območju prefekture je živahna proizvodnja izdelkov iz tekstila, usnja, plastike in vezenine. V skladu z naraščanjem turizma pa se razvija tudi proizvodnja izdelkov nacionalne obrti. V okolici kopljejo baker, svinec in cink, potekajo pa tudi raziskave povezane s pridobivanjem mineralne in geotermalne energije, ki se vse več tudi uporablja. Mnogo vlagajo tudi v proizvodnjo sončne energije, predvsem za ogrevanje vode.
Turistična industrija prinaša vse večje prihodke celotni prefekturi. Sloni predvsem na privlačnosti palače Potala, templja Jokang in poletne palače dalajlam - Norbulingka v samem mestu ter okoliških samostanov, pa tudi na atraktivni Himalajski pokrajini.
V Lasi je precej velika tovarna preprog, ki zaposluje 300 delavcev, v glavnem žensk. Preproge izvažajo po celem svetu. V mestu je tudi velika pivovarna. Ustanovljena je bila leta 1988 in je najvišje ležeča pivovarna na svetu. Zaposluje 200 delavcev in proizvede preko 30.000 steklenic piva na dan. Investitor v pivovarno je Carlsberg, ki je po letu 2000 pivovarno precej povečal in posodobil. Tukaj je tudi največja farmacevtska tovarna, ki zagotavlja zdravila za Tibet in druge dele Kitajske. Zgrajen je bil Telekom center, širi se optično telekomunikacijsko omrežje.

## Demografija danes
V prefekturi Lasa živi 521.500 prebivalcev (brez vojaških garnizij). Od teh jih 257.400 živi v urbanem območju ostalih 264.100 pa na podeželju. Približno polovico prefekture predstavlja samo mesto Lasa oziroma okrožje Čenguan, ki je tudi upravno središče.
Glavne etnične skupine v Prefekturi Lasa (mesto in okrožja, popis 2000)
|                     | Skupaj  | Tibetanci | Hani (Kitajci) | Drugi |
| ------------------- | ------- | --------- | -------------- | ----- |
| Prefektura Lasa     | 474.499 | 387.124   | 80.584         | 6791  |
| Okrožje Čenguan     | 223.001 | 140.387   | 76.581         | 6033  |
| občina Damšung      | 39.169  | 38.689    | 347            | 133   |
| občina Njêmo        | 27.375  | 27.138    | 191            | 46    |
| občina Čüšü         | 29.690  | 28.891    | 746            | 53    |
| občina Doilungdêqên | 40.543  | 38.455    | 1868           | 220   |
| občina Dagzê        | 24.906  | 24.662    | 212            | 32    |
| občina Maidžokungar | 38.920  | 38.567    | 220            | 133   |

## Religija
Večina Lasančanov, zlasti starejši, verujejo v tibetanski budizem. Ko starejši Lasančan zjutraj vstane, je njegova prva naloga dodati maslo v svetilke pred družinskim svetiščem, zamenjati sveto vodo levo tiste, ki je bila zamenjana prejšnji dan, moliti in se povzpeti na ravno streho, kjer zažge aromatične trave in rastline kot kadilo, darilo gorskemu bogu, bogu vode in družinskemu hišnemu bogu.
Potem ko so opravljene te dajatve, se pridruži ostalim vernikom pri obredni hoji v in okoli samostana Jokhang, ki jo opravi trikrat. Prvič, verniki hodijo notranji krog okoli kipa Šakjamuni, ustanovitelja budizma, v samostanu Jokhang, drugič, hodijo srednji krog po ulici Barkhor, ob robu samostana in tretjič, hodijo zunanji krog okoli palače Potala in po drugih delih Lase. Hodijo v smeri urinega kazalca, štejejo jagode molilnega venca v svojih rokah, vrtijo molilni mlinček in pojejo molitve. Običajno hodijo zunanji krog, ki se imenuje Lingkor zgodaj zjutraj, srednji krog, imenovan Barkhor pa v večernih urah. Med tradicionalno slovesnostjo, ki poteka v prvem tibetanskem mesecu in med praznikom Sagja Dava v četrtem tibetanskem mesecu, imajo obredni sprehodi boljši učinek, zato je v tem času veliko več ljudi na teh obhodih.
Veliko ljudi izvaja tudi prostracije pred svetimi predmeti. Med verskimi prazniki, Lasančani radi dodajajo maslo v svetilke pred Budove kipe na različnih mestih: v Jokhang-u in samostanu Ramoče; na Džaibungu, v samostanih Sera in Gandain, ki sta v predmestju Lase, v samostan Radženg v občini Lhundžub; v samostan Cupur v občini Doilungdeqen, v samostan Džigung v občini Maidžokungka in celo v samostan Samje v Šananu.
V letih tibetanskega konja, ovce in opice se več ljudi sprehodi okoli obrednih svetih gora in svetih jezer. Okoli gore Kangdese in jezera Mapam Jumko hodijo v letu tibetanskega konja; okoli gore Njainčentanglha in jezera Nam v letu tibetanske ovce in okoli gore Džari v Šananu ter gore Dečong v Maidžokungka v letu tibetanske opice. Lasančani sodelujejo v teh aktivnostih tako zaradi vere, kot v turističnem smislu. Povabijo tudi menihe, da z njimi molijo za mir in srečo na začetku in koncu leta ali ob nepričakovanih in nesrečnih dogodkih.

## Mestne znamenitosti
Lasa ima mnogo zgodovinskih znamenitosti, od katerih so na UNESCO-vem seznamu svetovne dediščine palača Potala, tempelj Jokhang in letna palača dalajlam Norbulingka. Od leta 1960 dalje, v času kulturne revolucije na Kitajskem, je bilo mnogo objektov uničenih ali poškodovanih. Po letu 1980 so se pričela obnovitvena dela.
Palača Potala, poimenovana po gori Potalaka, bivališču Bodhisatva Avalokitešvara, je bila glavna rezidenca dalajlam. Po tem ko je 14. dalajlama pobegnil v Indijo (med tibetansko vstajo leta 1959), je Kitajska vlada palačo spremenila v muzej. Prvotna palača je bila uporabljena kot mesto za meditacijo kralju Songcen Gampu, ki jo je zgradil leta 637. Lozang Gjatso, veliki 5. dalajlama, je začel z gradnjo današnje palače Potala v letu 1645 po tem, ko je eden od njegovih duhovnih svetovalcev, Končog Čophel († 1646) izjavil, da je lokacija idealna za sedež vlade, ki je bila do tedaj med samostanoma Drepung in Sera v bližini Lase. Palača je doživela obnovitvena dela tudi med letoma 1989 do 1994, ko je bila vpisana na seznam Unescove svetovne dediščine.
Steber Džol, ki stoji v parku za palačo Potala je verjetno iz leta 764 našega štetja. Kamnit steber iz leta 764 ali malo kasneje, Džol ali Döring Čima, je prvotno stal v vasi Džol ob vznožju Potale. Danes stoji steber zanemarjen v novem parku pod palačo Potala. Na njem naj bil najstarejši primer tibetanskega zapisa.
Steber vsebuje posvetilo slavnemu tibetanskemu generalu  in opis njegovih zaslug za kralja, med njimi pohodi proti Kitajski, ki so dosegli vrhunec s kratko osvojitvijo kitajskega glavnega mesta Čangan (sodobni Šjan) leta 763 našega štetja, ko so Tibetanci za cesarja začasno nastavili sorodnika princese Jinčeng Gongdžu (Kim-šeng Kong co), kitajske žene Mea Agtsoma, očeta Trisong Detsena.
Čokpori ali 'Železna gora' je sveti grič, ki je južno od palače Potala. To je ena od štirih svetih gorah osrednjega Tibeta in skupaj z dvema drugima gričema v Lasi predstavljajo »tri zaščitnike Tibeta«: Čokpori (Vadžrapani), Pongvari (Mandžušri) in Marpori (Avalokitešvara).
V Lasi je tudi ena najbolj znanih medicinskih šol v Tibetu, znana kot Mentsikhang. Ustanovljena je bila leta 1413. Ustanovil jo je Lobsang Gyatso, veliki 5. dalajlama, dogradil pa jo je regent Sangje Gjatso (Sangs-rgjas rgja-mtsho) pred koncem leta 1697.
Lingkhor je sveta pot. To je romarska pot okoli palače Potala, skozi stari del Lase in okrog griča Čokpori in je dolga 8 km. Nekoč je bilo na njej polno romarjev, ki so tukaj izvajali prostracijo. Romarska pot vodi skozi parke, ki jih Tibetanci uporabljajo za piknike, tukaj se prirejajo poleti razni festivali. Moderna Lasa je del poti Lingkhor zabrisala.
Palača Norbulingka z okoliškim parkom leži v zahodnem delu Lase. Park obsega 36 hektarov in je največji urejen vrt v Tibetu. Zgrajen je bil leta 1755 in je služil poletni rezidenci dalajlam do 14., ki živi v izgnanstvu. Norbulingka je bil leta 1988 razglašen za kulturni spomenik državnega pomena. Leta 2001 je Centralni komite kitajske vlade na svoji  4. seji Tibetu naložil obnoviti palačo v prvotni obliki. Od tedaj se tukaj vrši  festival Šo Dun. Festival se vrši v sedmem tibetanskem mesecu v prvih sedmih dneh po polni luni, kar ustreza juliju in avgustu po gregorijanskem koledarju.
Barkhor je območje v starem delu mesta z ozkimi ulicami in javnim trgom okoli templja Jokang in je najbolj priljubljena romarska pot, danes pa tudi turistična pot. Sprehod je dolg približno en kilometer in obkroži celoten tempeljski kompleks Jokang oziroma samostan Muru Njingba, nekdanji sedež državnega sveta v Lasi ter številne pomembne stavbe, vključno Tromzikhang in Jamkhang. Tam so štirje veliki kamniti gorilniki kadila (sangkangs) na štirih glavnih smereh, iz katerih se je včasih neprestano kadilo, kar naj bi ugajalo bogovom, ki ščitijo Jokang. Večina starih ulic in stavb je bila v zadnjem obdobju podrta. Nadomestile so jih širše ulice in nove stavbe. Nekatere stavbe v Barkhorju so bile poškodovane v nemirih leta 2008.
Barkhor je tudi trgovalna ulica. Trgovci v majhnih trgovinah in na stojnicah na ulici prodajajo veliko nenavadnih in očarljivih predmetov, tako za versko kot sekularno uporabo. Prodajajo predmete kot so zastave, molitveniki, Bude, amuleti, krzno, klobuki, kravji zvonci, bakreni čajniki, lesene kadi, noži z intarzijami in nakit s turkizi in drugimi dragulji. Prav tako so zanimive eksotične Tibetanske operne maske in kostumi.
Tempelj Jokang je na Trgu Barkhor v starem delu mesta Lasa. Za večino Tibetancev je to najbolj sveto in pomembno svetišče v Tibetu. To naj bi veljalo za vse sekte, čeprav je trenutno pod nadzorom sekte Gelugpa. Skupaj s palačo Potala je tudi najbolj priljubljena turistična znamenitost v Lasi. Je del Unescove svetovne dediščine. Ta tempelj je že stoletja osrednji cilj romanja budistov iz celotne Tibetanske planote. Romanje (kroženje) v tibetanščini znano kot kora je označeno s štirimi velikimi kamnitimi gorilniki kadila, ki stojijo na vogalih tempeljskega kompleksa. Tempelj Jokang ima strešno konstrukcijo iz pozlačenih bronastih ploščic. Arhitekturni slog temelji na indijskem slogu vihara, kasneje razširjenim z mešanico nepalskega in sloga dinastije Tang. V templju so obnovljeni kipi Čenresig Padmasambhave, kralja Songcen Gampa in njegovih dveh nevest, princese Ven Čeng (nečakinje cesarja Taizonga iz dinastije Tang na Kitajskem) in princese Bhrikuti iz Nepala ter drugi pomembni predmeti.
Skozi stoletja je tempelj Jokhang doživel veliko prenov, vendar pa je osnovna postavitev stara in se razlikuje od mnogih drugih tibetanskih verskih objektov. Bistvena razlika je orientacija stavbe vzhod-zahod tako, da glavni del gleda proti Nepalu v čast princesi Bhrikuti.
Tempelj Ramoče velja za drugi najpomembnejši tempelj v Lasi. Je na severozahodnem delu mesta, ter obsega  površino 4000 m². Tempelj je bil delno uničen leta 1960. Izginil je tudi znameniti bronasti kip, katerega spodnji del so leta 1983 našli v smeteh v Lasi, zgornjo polovico pa v Pekingu. Kip je sedaj v templju Ramoče in  je bil leta 1986 delno obnovljen, dokončno pa so poškodbe sanirali do leta 1993.
Tibetanski muzej je uradni muzej Avtonomne pokrajine Tibet in je bil odprt 5. oktobra 1999. To je prvi velik sodoben muzej s stalno zbirko približno 1000 predmetov razvrščenih po zgodovinskih obdobjih. Tukaj so primeri tibetanske umetnosti in arhitekture, kot so vrata in tramovi, predmeti iz življenja Tibetancev in drugi. Stoji v neposredni bližini palače Norbulingkha. Muzej je razdeljen na tri glavne dele: glavna razstavna dvorana, ljudski kulturni vrt in upravni del.
Spomenik miroljubni osvoboditvi Tibeta je bil postavljen na trgu pod palačo Potala maja 2002, v počastitev 51. obletnice 17. točke sporazuma za mirno osvoboditev Tibeta in delu pri razvoju avtonomne pokrajine. 37 m visok betonski spomenik je oblikovan kot stiliziran Mount Everest, ime spomenika je vklesano s kaligrafsko pisavo nekdanjega predsednika Džjang Dzemina, ostali napisi pa opisujejo socialno-ekonomski razvoj Tibeta v zadnjih petdesetih letih.
- Tibetanski muzej v Lasi
- Bela palača v palači Potala
- Tempelj Jokang v Lasi
- Simboli budizma: Darma in zmaja na strehi samostana Jokang
- Šakjamuni - v samostanu Drepung v Lasi

## Kultura
V mestu je nekaj nočnih lokalov, ki delujejo kot nekakšen kabaret, v katerem izvajalci pojejo v angleščini, kitajščini, tibetanščini in nepalščini. Plesalci so oblečeni v tradicionalno tibetansko nošo. Prav tako je nekaj manjših lokalov z živo glasbo, kjer strežejo tudi hrano in so namenjeni predvsem tujim turistom.

### Običaji in navade
V zgodovini Tibeta je nastalo veliko običajev in navad. V tem delu sveta je v uporabi tibetanski in sončni koledar. Pogrebi in poroke se izvajajo glede na tibetanske običaje.
Ko človek umre povabijo lame, da vodijo obredne molitve. Sorodniki umrlega darujejo v samostanih vbogajme, čujejo ob pokojniku sedem krat po sedem dni, pri čemer se vsak sklop konča z žalnimi dejavnosti. V tem 49-dnevnem obdobju, sosedje in sorodniki ne pojejo, plešejo in celo ne govorijo glasno. Glede pogrebnih slovesnosti, prevladuje nebeški pokop. Najbolj znani grobišči za te namene sta vzhodno od samostana Sera v severnem predmestju Lase in Palbengang. Tibetanci so prepričani da se, ko je nekdo mrtev natanko eno leto, vrne na svet. V tem času sorodniki povabijo prijatelje, da pojejo in plešejo doma v počastitev novemu življenju pokojnikove duše.
Lasančani posvečajo veliko pozornosti poročni slovesnosti. Ko se moški in ženska zaljubita, se njihovi starši sestanejo in odločijo o zakonu. Nova družina se oblikuje skozi obrede, kot so »prositi za roko žene«, »obdobje zaroke«, »priti po nevesto na dom« in »poročni obred«. Ob vsakem od teh obredov se pije in poje. V preteklosti je morala nevesta jahati konja in je morala vstopiti v dom svojega bodočega moža pred vzhodom Venere. Isto velja tudi za moža, ki se je poročil v družino bodoče žene. Za poroko je potrebno prihraniti precej denarja. Na nevestini poti morajo biti pripravljene tri ali štiri postaje za pitje. Poročni obred običajno traja od tri do pet dni. V tem obdobju domačini in gostje jejo in pijejo kolikor zmorejo.

### Prazniki
V Lasi praznujejo več kot 30 praznikov na leto. Vsak praznuje glede na svoje ekonomske zmožnosti in socialni položaj. Pred letom 1959, ko so bili Lasančani bolj revni, so se zabavali tako, da so pokazali svojo nadarjenost. Zaradi tega je bila večina praznikov zabavnih. V zadnjih letih so prazniki bolj folkloro obarvani.
Tibetansko Novo leto je najpomembnejši praznik. Ob zori prvega dne prvega meseca, v skladu s tibetanskim koledarjem, se Lasančan lepo obleče in gre zajet prvo vedro vode k izviru reke ali k svetemu vodnjaku. Svežo vodo uporablja za čaščenje Bude in za pripravo čaja z maslom na dan novega leta. Po tem doda maslo v gorilnike za čaščenje kipa Bude v samostanih Jokhangu in Romače. Ko sonce vzide se ljudje podajo na ulice in v rokah nosijo Čosu Čema. Vsem želijo »Srečno novo leto«, voščijo si med seboj, pojejo in plešejo. Drugi dan gredo na obisk. Tretji dan se povzpnejo na strehe svojih domov in zamenjajo stare pisane molilne zastavice z novimi za molitev za srečo.
Vabilo na veliko slovesnost poteka od 4. do 25. dne prvega tibetanskega meseca. Lame iz samostanov DŽaibung, Sera in Gandain se zbirajo v samostanu Jokhang v Lasi ter prebirajo budistične sutre, delajo izpite za akademski naslov Geši in pobirajo miloščino, ki jo dajejo različni dobrotniki, izvajajo verske obrede in druge dejavnosti. Na večer 15. dne prvega tibetanskega meseca dodajo maslo svetilkam pred kipe Bude. V tibetanščini se to imenuje Gjačoiba in poudarja vabilo na veliko slovesnost. Na ulici Barkhor, ki se vije okoli samostana Jokhang je veliko, več metrov visokih, lesenih okvirjev, s številnimi velikimi svetilkami z gorečim maslom. Ovešeni so s pisanimi maslenimi skulpturami v obliki redkih živali, dobrimi liki Bude, kar vse pripoveduje verske zgodbe in legende. Na 25. dan je konjska dirka, na 26. dan pa potekajo tekmovanja v spretnosti jahanja in streljanja.
Praznik Sagja Dava se praznuje 15. dan četrtega tibetanskega meseca. Legenda pravi, da je Šakjamuni, ustanovitelj budizma, na ta dan umrl. V spomin na Budo, se privrženci ritualno sprehodijo, ob tem častijo Budo, dajejo vbogajme lamam in se vzdržijo uživanja mesa.
Praznik Dan darovanja kadila se praznuje 15. dan v 5. tibetanskem mesecu,. Na ta dan, ki se imenuje Čoling Gjaisang Tibetanec, Lasančan obleče svojo najboljšo obleko in zažge aromatične rastline za kadilo v dvorani Bele Lhamo v samostanu Jokhang, na gori Jaovangšan ter na gori Darma južno od Lase, s čemer počastijo nebeška božanstva in varuhe budističnega nauka. Temu obredu sledi obisk lingka gozda, kjer pojejo, plešejo, pečejo na žaru in dihajo svež zrak.
Praznik Obredne hoje okoli svete gore poteka 4. dan 6. tibetanskega meseca. V tibetanščini se imenuje Džuba Ceši in je posvečen prvemu obratu kolesa darma, ki ga je opravil Šakjamuni. Na ta dan gredo mladi moški in ženske v Lasi na obisk gorskih samostanov v severnem predmestju. Povzpnejo se na goro in po ptičje pogledajo na okolico. Nosijo pokrivala narejena iz trave, drevesnih vej in gozdnih sadežev, ki jih pojejo tibetanske živali, ki se potikajo tam naokoli. Po vrnitvi se s čajem in vinom pozdravijo s svojimi sorodniki v parkih Šungar Lingka in Džači Lingka. Tam so v rekreativne namene pripravljeni šotori.
Praznik Šoton (Pitje kislega mleka) poteka v prvih dneh 7. tibetanskega meseca. To je najbolj živahen festival v letu. V času praznovanja Lasančani obiščejo lingka gozdove. 30. dan  6. tibetanskega mesec, počastijo Budo v samostanu Džaibung. Nosijo bele in modre obrazne maske. Tibetanske pevske skupine prihajajo iz različnih delov Tibeta in za to priložnost nastopajo. Na prvi dan 7. tibetanskega meseca se Lasančani zberejo v Norbulingka, kjer pijejo kislo mleko in gledajo glasbeno predstavo. Festival traja več dni zapored.
Praznik Ongkor se praznuje v 7. tibetanskem mesecu. V tibetanščini Ong pomeni 'polje' in kor pomeni 'hoja po terenu'. V času tega praznika kmetje hodijo okrog svojih polj, preden začnejo s spravilom pridelkov. Prirejajo konjska in strelska tekmovanja, v krogu plešejo tradicionalne plese, ki so značilni za posamezne vasi ali območje mesta.
Praznik kopanja se vrši v začetku 8. tibetanskega meseca. Praznik traja sedem dni. V tem obdobju se pojavi zvezda Čišan. Moški in ženske, stari in mladi, se gredo kopat v bližnje reke in jezera. Legenda pravi, da bodo tisti, ki se bodo kopali v rečni vodi v tem času, fizično močni. Po praznikih že prihaja jesen, zato zelo malo ljudi obišče tudi lingka gozd.
Praznik Gandain Ngačoi poteka na 25. dan v 10. tibetanskem mesecu. Na ta dan je umrl Zongkapa, ustanovitelja Gelugpa sekte tibetanskega budizma. Na večer tega dne Lasančani jedo juho s pšeničnim testom in v čast gospodarja prižgejo maslene svetilke na strehah svojih hiš ali na oknih. Zato se to praznovanje imenuje tudi »praznik maslenih svetilk«.
Praznik Gudou je na 29. dan v 12. tibetanskem mesecu. Zvečer tega dne se zberejo različne družine, da bi jedle juho s pšeničnim testom in s tem pomirile zle sile in pozdravile ugodne.

## Izobraževanje
Pred letom 1959 v Lasi in Tibetu ni bilo šol v sodobnem pomenu besede. Bilo je le nekaj tradicionalnih šol. Eno so vodili menihi v palači Potala s 40-50 učenci, drugo v samostanu Jokhang s približno 20 učenci ter v Medicinski in administrativni šoli (Moinzekang) za medicinsko in uradniško izobrazbo z do 100 študenti. Vse tri šole skupaj so imele vsega 180 študentov. Nekaj šol je bilo v zasebni lasti, imele so zelo malo učencev, naučili so jih tibetanščine in računanja. Otroci navadnih družin si niso mogli privoščiti šolanja, zato je bilo več kot 90 odstotkov ljudi v Tibetu nepismenih.
To stanje se je spremenilo šele po demokratičnih reformah po letu 1959. V zadnjih 40 letih se je v Lasi oblikoval dober izobraževalni sistem. Vsebuje kombinacijo vrtcev, osnovnih in srednjih šol in šol na višji stopnji. Od leta 1985 je centralna vlada v Tibetu ustanovila 67 srednjih šol in tibetanske razrede na univerzah v notranjosti Kitajske. Te so usposobile nekaj 10.000 tibetanskih študentov, od tega jih 5000 svoj študij nadaljuje na univerzah ali so se zaposlili. Danes Lasančani ponosno pošiljajo svoje otroke v šole.
Tibetanska univerza je glavna univerza v Avtonomni pokrajini Tibet. Njen sedež je v Lasi. Predhodnica današnje je bila ustanovljena leta 1952, današnja univerza pa deluje od leta 1985 in jo financira kitajska vlada. Ima približno 8000 študentov.

## Prometna infrastruktura

### Železnica
Železniška proga Činghaj–Tibet poteka najprej proti severu do Gulmuda, nato proti vzhodu do Šininga. Odsek proge od Lase do Golmuda poteka po Tibetanski visoki planoti. Ta odsek se ponaša z zapisi kot: najvišja železnica na svetu (prelaz Tanggula 5072 m) in najvišjim železniškim predorom na svetu (Fenghuošan 4905 m). Vlak vozi mimo slanega jezera Čaerhan, preko prelaza Kunlun, prečka reko Tuotuo, travnato pokrajino Čangtang in severno Tibetansko planoto, mimo slanega jezera Nam in vročih vrelcev Jambadžan in skozi dramatično gorsko pokrajino. Ves čas spremljajo potovanje slikovite vasi ob progi in črede jakov. Več kot 80 % proge poteka na nadmorski višini nad 3962 m, polovica proge je zgrajena na permafrostu, kar je predstavljajo prvovrsten tehnični problem. Za lokomotive so bili zasnovani posebni dizelski motorji z močjo 3800 KM, ki lahko delujejo učinkovito pri teh nadmorskih višinah; za zmanjšanje onesnaževanja ob progi je bil zasnovan notranji sistem za odstranjevanje odpadkov. Na tem odseku se v kabine dovaja tudi dodaten kisik za boljše počutje potnikov. Odsek proge Lasa-Golmud je bil predan prometu šele leta 2006. Med Golmudom in Šiningom vozi vlak mimo jezera Činghaj - največjega jezera na Kitajskem. Od tu dalje pa železnica povezuje Peking.

### Letališče
Letališče Gongar je približno eno uro vožnje (100 km) vzhodno od mesta. Lasa je povezana z več kitajskimi mesti, vključno s Pekingom in Čengdujem pa tudi z Katmandujem v Nepalu. Do letališča je bil zgrajen tudi 37,68 km dolg odsek 4-pasovne hitre ceste. Ta cesta je del bodoče državne ceste št. 318, ki se začne pri železniški postaji v Lasi.

### Ceste
Državna cesta Činghaj-Tibet (del G109) poteka na severovzhodu proti Šiningu in dalje v Peking in je večinoma vzporedna z železnico. Državna cesta Sečuan-Tibet (del G318) teče proti vzhodu do Čengduja in dalje proti Šanghaju. G318 poteka proti zahodu do Džangmuja na meji z Nepalom. Državna cesta Šindžjang - Tibet (G219), poteka proti severu do Ječenga in dalje do Šindžjanga. Ta cesta se redko uporablja, ker ni nobene bencinske črpalke.